# Emirát Nadždu a Hasy
Emirát Nadždu a Hasy byl druhou etapou Třetího saúdského státu v letech 1913 až 1921. Jednalo se o monarchii vedenou rodem Saúdů. Stát vznikl poté, když emirát dobyl oblast Al-Ahsa společně s jeho největším městem al-Hufúf. Emirát byl přímým předchůdcem Sultanátu Nadždu a právním předchůdcem dnešní Saúdské Arábie. Vznikl z Rijádského emirátu.

## Historie před vznikem Emirátu Nadždu a Hasy

### Rozpad Druhého saúdského státu
V 90. letech 19. století se zhroutil Druhý saúdský stát a většina jeho území se dostalo pod kontrolu Emirátu Ha'il, ve kterém vládla dynastie Rašídů. Ha'il byl podporován Osmanskou říší a v regionu měli jediného nepřítele - a to právě dynastii Saúdů. 

### První etapa Třetího saúdského státu
13. ledna 1902 Abd al-Azíz ibn Saúd (hlava Saúdské dynastie) dobyl město Rijád a založil Rijádský emirát (který je považován za první etapu Třetího saúdského státu). Mezi lety 1903 - 1906 pak mezi sebou bojovaly dynastie Saúdů (za tehdy Rijádský emirát) a Rašídů (za tehdy Emirát Ha'il) při První Saúdsko-rašídské válce. Roku 1906 dostal Abd al-Azíz pod kontrolu území dnešní provincie al-Qassím, čímž prakticky Rašídy porazil. De facto probíhaly boje ještě do roku 1907, byly ovšem malé a nevýznamné a Rašídové se stáhli.

### Druhá etapa Třetího saúdského státu
V dubnu 1913 Abd al-Azíz společně s podporou Ichwánu úspěšně porazili osmanskou posádku při dobývání al-Hasy. Osmané tuto porážku přijali a z Rijádského emirátu vznikl Emirát Nadždu a Hasy.   

## Historie Emirátu Nadždu a Hasy

### Emirát Nadždu a Hasy za 1. světové války
Na počátku 1. světové války Abd al-Azíz prohlásil, že emirát bude neutrální. Stejně na tom byl i Emirát Ha'il - úhlavní nepřítel Saúdů - který také zůstal neutrální. Rašídové se ovšem postupně stávali spojenci Osmanské říše (především vedli operace proti zájmům především Britů v Kuvajtu, mimo jiné ale také zásobovali Osmany zbraněmi). Britové, resp. William Shakespear, který byl poradcem Abda al-Azíza, se aktivně snažil, aby se Emirát Nadždu a Hasy stal spojencem Trojdohody.    

#### Začátek 2. Saúdsko-rašídské války
24. ledna 1915 se odehrála Bitva u Džarabu mezi Saúdy a Rašídy. Bitva skončila Rašídskou výhrou, zároveň při ní zemřel britský poradce Shakespear. Britové jeho smrtí začali zpochybňovat vládu Abda al-Azíze, zároveň se výrazně změnil směr Arabského povstání. Žádné jiné větší střety mezi Rašídy a Saúdy v roce 1915 již nebyly, ovšem ze strany Rašídů byly organizovány nájezdy.

#### Bitva u Kanzanu
V průběhu roku 1915 se proti vládě Saúdů vzbouřil kmen Ajmanů. To vyústilo v 6 měsíční Bitvu u Kanzanu, která skončila nerozhodně. Se smírem mezi stranami pomohl kuvajtský šejk Ahmad Džábir as-Sabáh. Saúdové zde ztratili na cca 2400 vojáků, zatím co Ajmanové pouhých cca 350 bojovníků. Tato v očích Britů prohra (nebo spíše neschopnost) ještě více zpochybnila vládu Abda al-Azíze.   
Percy Cox
Abd al-Azíz ibn Saúd

#### Darínská dohoda
S rostoucí nespokojeností Británie vůči Abdovi al-Azízovi byla po mnoha jednáních podepsána 26. prosince 1915 Darínská dohoda. Byla uzavřena mezi Emirátem Nadždu a Hasy a Spojeným královstvím, zastoupeným sirem Percym Coxem. Smlouva ustanovila emirát jako britský protektorát a definovala jeho územní hranice. Podle podmínek dohody se Britové zavázali poskytovat finanční pomoc: měsíčně 5000 liber a zbraně. Na oplátku se emirát Nadždu a Hasy zavázal, že se nebude zapojovat do nepřátelských akcí proti žádnému ze spojenců Spojeného království a že nebude uzavírat dohody s jinými cizími mocnostmi bez britského souhlasu.
Rivalita mezi Saúdy a Rašídy byla dlouhodobá, Darínská dohoda pak poskytla klíčovou podporu, která umožnila Saúdům vést celý konflikt mnohem efektivněji. Nutno podotknout, že i Osmanská říše se snažila zajistit si věrnost emirátu (nabízela mu mnohé pobídky a apelovala na panislámské nálady), ovšem neúspěšně.      

#### Vývoj mezi lety 1916–1918
V roce 1916 poslal Kuvajt na pomoc s obranou Saúdům 200 vojáků. V roce 1917 Rašídové začali útočit na Hidžázské království, které bylo britským spojencem. Nacházelo se na západě dnešní Saúdské Arábie a vedla zde důležitá Hidžázská dráha, která vede od Medíny po Mekku. Tehdy byla velmi důležitá pro vojenské účely a byla cílem mnoha útoků ze strany Rašídů. Ti také již od roku 1916 pomáhali při obraně Mediny (ta byla pod osmanskou kontrolou, vzdali se až v roce 1919).
Abd al-Azíz ovšem mimo obranu své země neprováděl mnoho válečného úsilí. Ke konci roku 1917 byl vyslán Harry St. John Bridger Philby, zvěd specializující se na Arabský poloostrov, jako poradce pro Abda al-Azíze. Ten ho pobízel k podniknutí větší ofenzívy proti Rašídům. Do této chvíle se totiž jednalo o spíše menší střety, které víceméně k ničemu nevedly. Abd al-Azíz měl ovšem omezené možnosti - neměl velký arzenál, terén byl pro větší ofenzívu náročný a Rašídové, sídlící ve městě Háíl, byli velmi dobře opevnění.
Britové na pobídku al-Azíze poslali materiální podporu pro ofenzívu a v srpnu roku 1918 započali ofenzívu o síle 5000 mužů. Postupně se dostávali do blízkosti města Háíl, ovšem v říjnu stejného roku zastavili, neboť Hidžázské království uzavřel mír s Rašídy. Britové nabádali al-Azízovi, aby ukončil veškeré nepřátelské akce, protože se nechtěli vyhnout provokování Hidžázského království. Zároveň také dali přednost tomu, aby Rašídové zůstali v té době potenciální regionální protiváhou k Saúdům. Nicméně kampaň přinesla pro al-Azíze značnou kořist, údajně včetně zajetí 1 500 velbloudů, mnoha ovcí a kolem 10 000 nábojů. Celý útok samozřejmě oslabila Rašídy.

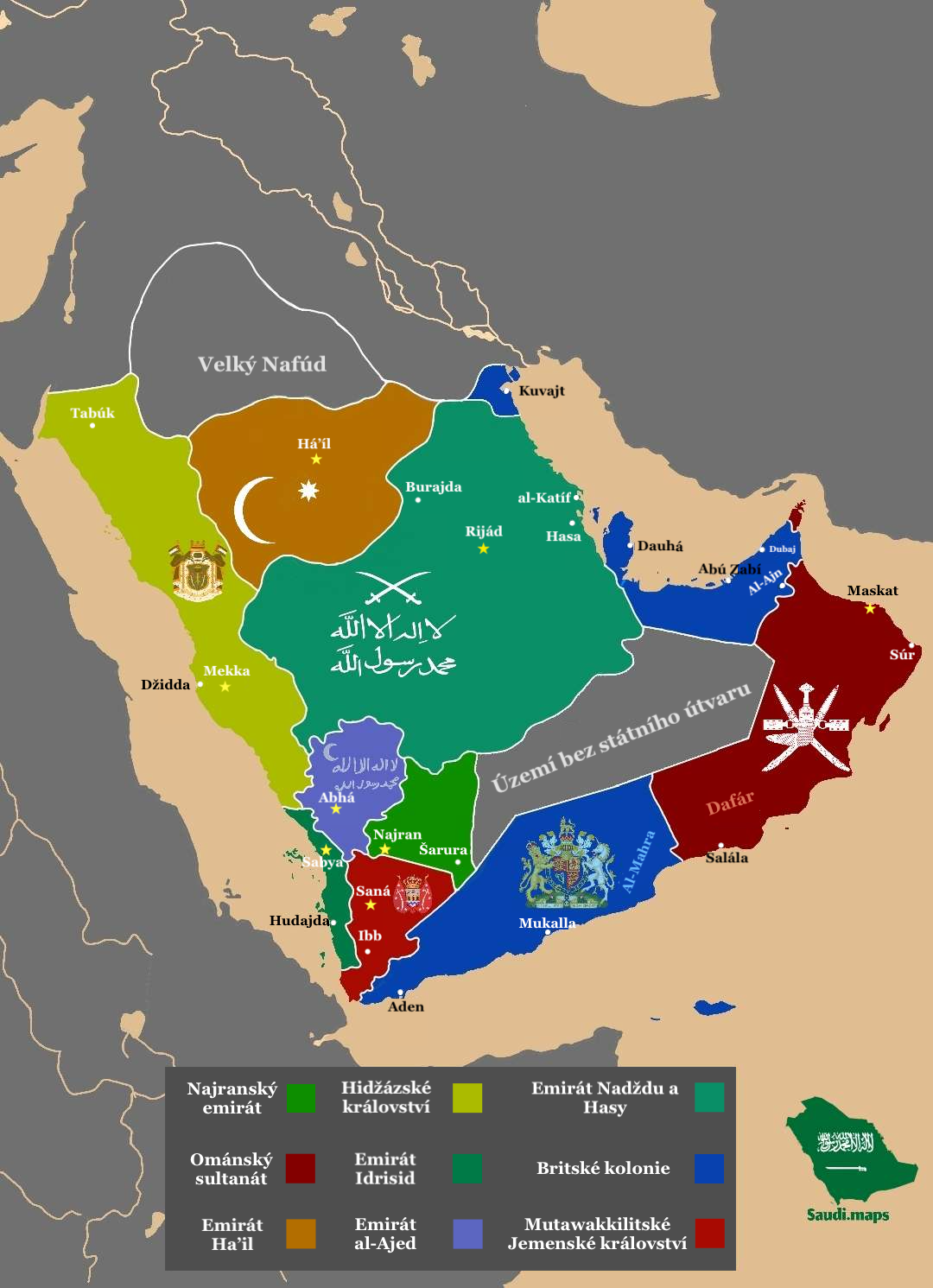
Situace na Arabském poloostrovu po konci 1. světové války

### Vývoj mezi lety 1918–1920
Abd al-Azíz nebyl nadšený ze zastavení vojenských akcí proti Rašídům - přeci jen to byli úhlavní nepřátelé Saúdů. Postupně se ovšem začal měnit jeho názor na Hidžázské království - ti bez jeho vědomí podepsali mír s Rašídy. Už na začátku 1. světové války al-Azíz nabídl hidžázskému vládci Husajnovi ibn Alímu al-Hášimímu a vůdcům provincií Ha'il a Kuvajtu, aby v konfliktu zaujali neutrální postoj, vyhnuli se intervenci v záležitostech souvisejících s Evropou a usilovali o sebeurčení arabského lidu. Všechny tyto subjekty ovšem měli jiné zájmy a k žádné dohodě nedošlo.

#### První Saúdsko-hidžázská válka
Husajn ibn Alí al-Hášimí sám začal propagovat arabské povstání proti Osmanské říši. Navíc se ovšem prohlásil za „krále Arabů“. Al-Azíze rozzuřily Šarífovy nároky na celý Arabský poloostrov a požadoval jednání o hranicích mezi Nadždem a Hidžázem - do té doby totiž nebyly jednoznačné. Al-Hášimí ovšem odmítl saúdské požadavky a urazil Abda al-Azízího, což nakonec vedlo k vyústění politické krize ohledně oázy al-Charma.
Tato oáza byla umístěna na klíčové strategické cestě mezi Nadždem a Hidžázem. Byla pod nadvládou hášimovců, ale po sporu mezi saúdy a hášimovci přeběhl Khurmův emír Chálid ibn Mansúr ibn Luvaj na stranu Saúdů. V červenci roku 1918, po zběhnutí emíra z al-Charmy, vyslal hášimovský král oddíl, aby se této oázy zmocnil. V reakci na to al-Azíz vyslal své ichwánské síly na ochranu oázy, výsledkem byla saúdská výhra.
S blížícím se koncem 1. světové války se Husajn ibn Alí al-Hášímí rozhodl uzavřít dohodu s al-Azízem o oáze al-Churma. Celý konflikt se totiž dostal z politického sporu do sporu náboženského, kde proti sobě byli wahhábisté na straně Saúdů proti sunnitům z Hidžázského království. Britové si byli vědomi celého sporu, nevěnovali mu ovšem velkou pozornost, protože se domnívali, že hašemité saúdy rychle porazí.

##### Bitva u Turaby
V květnu 1919 vyslalo Hidžázské království svou armádu směrem k Turabě (oáza vzdálené asi 128 kilometrů od oázy al-Churma). Turaba byla 21. května dobyta a vypleněna. Al-Azíz varoval Hidžázské království, že jejich přítomnost v Turabě nebo postup na Churmu vyvolá válku, ale ani jedna strana nebyla v té době ochotna ke kompromisu. Mezitím k Turabě postoupily ichwánské síly, přičemž 25. a 26. května překvapivě zaútočily na hášimovce v jejich táboře. Během několika hodin byla celá hášimovská armáda zničena, stovky lidí byly zabity a tisíce uprchly. Samotnému Husajnovi ibn Alímu al-Hášimímu se sotva podařilo uprchnout z bojiště.
Bitva u Turaby byla zlomovým bodem v konfliktu a postavila Hidžázské království do velmi slabé pozice proti Saúdům. Začátkem července 1919 dorazil do Turaby sám al-Azíz s armádou čítající asi 10 000 mužů, připravený postoupit hluboko do království. 4. července však Saúdům dorazilo britské ultimátum, v němž požadovali zastavení všech tažení. Al-Azíz, který se nechtěl Britům postavit, se britskému požadavku podvolil a kapituloval. To však nemohlo změnit přesvědčení saúdského vládce, že vítězství nad Hidžázem je více než možné.

##### První a druhá bitva u Hajly
Součástí této války byla první a druhá bitva u Hajly. První z nich proběhla v květnu roku 1920 a představovala počátek ozbrojeného konfliktu mezi Saúdy a vládcem oblasti Asír, Hassanem bin Aidžem. Druhá bitva následovala téhož roku a vyvrcholila porážkou Aidžových sil i jeho spojenců, včetně jemenských žoldnéřů. Území bylo zprvu mirně autonomní, později bylo přičleněno k Saúdům.

## Historie po vzniku Sultanátu Nadždu
2. listopadu 1921 Abd al-Azíz ibd Saúd vyhlásil vznik Sultanátu Nadždu. Tím formálně skončila éra Emirátu Nadždu a Hasy, přičemž se nový stát stal klíčovým krokem na cestě ke sjednocení Arabského poloostrova. Al-Azíz přijal titul sultán Nadždu, čímž si upevnil postavení nejen jako vládce centrální Arábie, ale také jako rostoucí regionální mocnost. Tento vývoj předznamenal vznik budoucí Saúdské Arábie v roce 1932.
Mezi významné události vedoucí k sjednocení patří např. Třetí Saúdsko-rašídská válka (poražení Rašídů, 1921), Kuvajtsko-nadždská válka (poražení Kuvajtu určení hranic Uquairským protokolem, 1922), Druhá Saúdsko-hidžázská válka (poražení Hidžázského království, 1925) a Ichwánské povstání (potlačené povstání proti vládě al-Azíza, 1927-1930).

### Vznik Saúdské Arábie
23. září 1932 v 9:00 hodin ráno z paláce al‑Hamídíja v Mekce korunní princ Fajsal bin Abd al-Azíz ibd Saúd vyhlásil jménem krále Abda al-Azíze ibd Saúda Deklaraci sjednocení Saúdské Arábie v 9:00 hodin ráno. Fajsal přečetl královský dekret č. 2716 vydaný al-Azízem 18. září 1932, kterým bylo Království Hidžázu a Nadždu (spolu s jeho ostatními oblastmi) přejmenováno na Království Saúdské Arábie.